# اسکرنتن (کانزاس)
اسکرنتن (به انگلیسی: Scranton) شهری در ایالت کانزاس کشور ایالات متحده آمریکا است که جمعیت آن در سرشماری سال ۲۰۱۰ میلادی، ۷۱۰ نفر بوده‌است.